# Plectranthias taylori
Plectranthias taylori là một loài cá biển thuộc chi Plectranthias trong họ Cá mú. Loài này được mô tả lần đầu tiên vào năm 1980, được đặt theo tên của Leighton Taylor, Giám đốc Thủy cung Waikiki và là nhà nghiên cứu ngư học đến từ Đại học Hawaii, là người thu thập 2 mẫu vật duy nhất của loài này.

## Phân bố và môi trường sống
P. taylori có phạm vi phân bố nhỏ hẹp ở vùng biển Tây Thái Bình Dương. Hai mẫu vật được biết đến chỉ được tìm thấy tại đảo Kanton thuộc Quần đảo Phoenix và tại đảo Moorea thuộc Polynesia thuộc Pháp. P. taylori sống xung quanh các rạn san hô ở độ sâu khá lớn, được ghi nhận trong khoảng từ 183 đến 360 m.

## Mô tả
Hai mẫu vật dùng để mô tả P. taylori có chiều dài cơ thể đo được là 17,7 cm (cá mái) và 23,8 cm (cá đực), vô tình mắc vào lưới bẫy dành cho loài thuộc Họ Ốc Anh vũ. Mẫu vật ngâm rượu có màu trắng nhạt với dấu vết của sắc tố đen ở mặt lưng, nhưng không đủ để tạo thành một đốm có màu riêng biệt (khi còn sống); một số sắc tố đen trên hai gai vây lưng đầu tiên và màng của nó. P. taylori được cho là loài có kích thước lớn nhất trong chi này tính đến hiện tại.
Số gai ở vây lưng: 10; Số tia vây mềm ở vây lưng: 18; Số gai ở vây hậu môn: 3; Số tia vây mềm ở vây hậu môn: 7; Số gai ở vây bụng: 1; Số tia vây mềm ở vây bụng: 5; Số tia vây mềm ở vây ngực: 14; Số tia vây mềm ở vây đuôi: 15.